# Angraecum pingue
Angraecum pingue är en orkidéart som beskrevs av Charles Frappier och Eugène Jacob de Cordemoy. Angraecum pingue ingår i släktet Angraecum och familjen orkidéer. Inga underarter finns listade i Catalogue of Life.